# Malgassapeira
Malgassapeira är ett släkte av fjärilar. Malgassapeira ingår i familjen mätare.
Kladogram enligt Catalogue of Life:
| Malgassapeira | \| \| Malgassapeira baton \| \| \| \| \| \| Malgassapeira concors \| \| \| \| \| \| Malgassapeira lucina \| \| \| \| \| \| Malgassapeira punctifera \| \| \| \| |
|               | \| \| Malgassapeira baton \| \| \| \| \| \| Malgassapeira concors \| \| \| \| \| \| Malgassapeira lucina \| \| \| \| \| \| Malgassapeira punctifera \| \| \| \| |
|               | Malgassapeira baton |
|               | |
|               | Malgassapeira concors |
|               | |
|               | Malgassapeira lucina |
|               | |
|               | Malgassapeira punctifera |
|               | |